# Крусесита
Крусесита (исп. Crucecita) — поселение в Аргентине в провинции Буэнос-Айрес. Часть агломерации Большой Буэнос-Айрес.

## История
В 1810 году по распоряжению властей был сооружён понтонный мост через ручей Арройо-де-ла-Крусесита. В конце XIX века земли в районе этого моста стали продавать в частные руки. После строительства в этих местах текстильной фабрики и привлечения иммигрантов из Европы здесь выросло поселение.